# Alvaro Leonardi

Alvaro Leonardi sul suo Nieuport 11 indica l'insegna portafortuna di "Fortunello"

Alvaro Leonardi (Terni, 16 novembre 1895 – Cameri, 1º gennaio 1955) è stato un ufficiale e aviatore italiano, pluridecorato con medaglia d'argento al valor militare. Asso dell'aviazione da caccia, è accreditato di 8 abbattimenti durante la prima guerra mondiale.

## Biografia
Suo padre era un commerciante di stoffe mentre la madre proveniva da una famiglia facoltosa di proprietari terrieri di Stroncone, i Sopranzi. Chiamato alle armi nel 1915 per il genio ferrovieri, inoltrò domanda per il trasferimento in aviazione e quindi fu inviato alla scuola di volo di Cameri. Cominciò la sua esperienza sui Gabardini e Caudron G.3 che lo portò a raggiungere l'abilitazione al volo nel 1916. 
Il 26 ottobre 1915, quando era nella 1ª Squadriglia per l'artiglieria, ebbe anche l'onore di portare come passeggero con un Caudron G.3 Guglielmo Marconi che a Cameri stava sperimentando le trasmissioni aria-terra-aria. Promosso caporale e successivamente sergente, venne assegnato all'80ª Squadriglia Caccia nel febbraio all'epoca di stanza al Campo di aviazione di Arcade. La dotazione della squadriglia era formata da 10 Nieuport 11 di produzione Macchi. L'inizio della carriera come cacciatore non fu tra i più entusiasmanti, complice il cattivo tempo e la natura delle missioni ricevute. Il 19 aprile 1917 fu la prima vera occasione per ingaggiare il nemico, ma il caccia austriaco preferì non impegnarsi in duello e si ritirò dietro le proprie linee.
Nel mese di maggio, l'80ª Squadriglia si trasferì ad Aiello per prendere parte all'offensiva italiana. Nel frattempo per propiziarsi la fortuna alcuni piloti cominciarono a dipingere sulle carlinghe il ritratto di "Fortunello", versione italiana di Happy Hooligan reso noto in Italia dal Corriere dei Piccoli.
Il 24 maggio Leonardi colse la sua prima vittoria durante la difesa di due monitori inglesi che cannoneggiavano dal mare le postazioni austriache di Prosecco e Opicina. La formazione di idrovolanti lanciata dalla marina imperiale contro le navi inglesi era capeggiata dall'asso Gottfried von Banfield, italianizzato in Goffredo de Banfield. Banfield, che era impegnato da un altro pilota italiano, probabilmente Imolesi della 79ª squadriglia, non poté soccorrere l'idrovolante che Leonardi costrinse ad ammarare. L'equipaggio austriaco, incolume, fu preso prigioniero dalla marina italiana.
In seguito il 13 luglio affrontando 5 caccia nemici sulla verticale del dosso Faiti, salvò un ricognitore Voisin da un probabile abbattimento, senza però riportare vittorie.
Nel frattempo Leonardi e tutta la squadriglia abbandonarono i Nieuport 11 per il Nieuport 17, un aereo più potente. All'asso toccò il velivolo con matricola 3664 e il "Fortunello" venne sostituito con il simbolo dello "stellone d'Italia" che divenne il simbolo dell'80ª fino alla fine della guerra. Con questo velivolo Leonardi riportò altre tre vittorie: un idrovolante, sul lago di Doberdò, un ricognitore, a San Michele di Conegliano e un caccia a Follina Zenson. Nel 1918 ebbe luogo un nuovo cambio di velivolo, con il passaggio sugli Hanriot HD.1. L'aereo di Leonardi era contraddistinto da un grosso numero 13, oltre che dalla stella d'Italia, questa volta in rosso, di cui non è nota la matricola.
Quattro gli aerei abbattuti nel 1918: due ricognitori a Fragarè di Piave, Fossalta, un caccia a Follina e un Albatros B3 a Cà De Negro. Leonardi rivendicò in totale 11 vittorie che comprendevano altri due velivoli e un Drachen, ma la mancanza di documentazione fissò a otto il numero di vittorie a lui riconosciute.
Dal settembre 1918 il Sottotenente Leonardi è nella 122ª Squadriglia. 
Concluse la guerra con un'attività di volo riconosciuta dal 1916 al 1919 consistente in 448 voli di guerra, 620 ore di volo e 25 combattimenti aerei
Nel 1924 passò alle dipendenze del Centro Equipaggi della Regia Aeronautica e venne assegnato alla scuola di volo di Cameri. Fu quindi istruttore di volo e comandante di diverse basi aeree italiane.
Nel secondo conflitto mondiale fu inviato come comandante in seconda alla Scuola di Bombardamento Terrestre della Malpensa, poi sempre con lo stesso incarico alla Regia Accademia Aeronautica di Caserta. All'8 settembre 1943, evitò la deportazione in Germania nascondendosi come agricoltore nella campagna di Cameri. Collaborò segretamente con la resistenza, con l'avallo del Comitato di Liberazione Nazionale locale e della ditta CANSA, approntò una pista per velivoli pesanti sull'aeroporto di Cameri dove poi, il 2 maggio 1945, atterrarono 10 velivoli americani. Terminata la guerra venne posto in congedo con il grado di tenente colonnello, anche se verrà poi promosso al grado di colonnello con anzianità 1953.
Morì a Cameri, ove si era sposato nel 1924, il 1º gennaio 1955.

## Riconoscimenti
Il comune di Terni ha intitolato ad Alvaro Leonardi l'aviosuperficie comunale.